# Антихристиянство
Антихристиянство или Христианофобия се наричат всякакви прояви на критично отношение, отхвърляне, враждебност, дискриминация, репресии или преследване на християните и/или християнството. По данни от 2010 година почти 80% от актовете на религиозно преследване в света са насочени срещу християни. През 2011 Европейският парламент посочва, че повечето от актовете на религиозно насилие по света са извършвани срещу християните и осъжда нападенията, предлагайки обща стратегия за защита на религиозната свобода.